# Mangjabung
Mangjabung (nepalski: माङजाबुङ) – gaun wikas samiti we wschodniej części Nepalu w strefie Meći w dystrykcie Panchthar. Według nepalskiego spisu powszechnego z 2001 roku liczył on 727 gospodarstw domowych i 3988 mieszkańców (2066 kobiet i 1922 mężczyzn).